# HMS Victorious (1808)
HMS Victorious (Корабль Его Величества «Викториес») — 74-пушечный линейный корабль
третьего ранга. Второй корабль Королевского
флота, названный HMS Victorious. Второй линейный корабль типа Swiftsure. Относился к так называемым «обычным 74-пушечным кораблям», нёс на верхней орудийной палубе 18-фунтовые пушки. Заложен в феврале 1805 года. Спущен на воду 20 октября 1808 года на частной верфи Генри Адамса в
Баклерхарде. Принял участие во многих морских сражениях периода Наполеоновских войн и Англо-американской войны.

## Служба
В июле 1809 года Victorious, под командованием капитана Грэма Хамонда, принял участие во второй Голландской экспедиции, целью которой было уничтожение верфей и арсеналов в Антверпене, Тернезене и Флиссингене. 13 августа принял участие в бомбардировке Флиссингена. Военно-морская бомбардировка была частью гораздо более крупной операции; британский сухопутный корпус состоял из 30000 солдат, целью которых было оказать помощь австрийцам, вторгшись в Голландию и уничтожив французский флот базировавшийся в гавани Флиссингена. Экспедиция закончилась неудачно, вследствие разразившейся эпидемии англичане к 9 декабря вынуждены были очистить Валхерен.
В 1811 году Victorious, под командованием капитана Джона Талбота, был отправлен в Средиземное море. 22 февраля 1812 года
Victorious, вместе с 18-пушечным шлюпом Weazel, были отправлены на перехват французского 74-пушечного корабля Rivoli, который только что был спущен на воду и должен был отправиться в своё первое плавание.
Искомый корабль был обнаружен к северу от Венеции, в сопровождении трёх бригов Mercure, Memeluck и Iéna и двух канонерских лодок. Weazel атаковал ближайший к нему бриг, Mercure, в то время как Victorious вступил в бой с Rivoli. После того как бриг Mercure взорвался из-за пожара в пороховом погребе, а остальные суда сопровождения отстали, Weazel присоединился к атаке на Rivoli. Бой продолжался больше трёх часов, оба линейных корабля были сильно повреждены и понесли серьезные потери. Капитан Талбот был ранен в голову летящим осколком и его пришлось отнести вниз, а командование перешло к лейтенанту Томасу Пику. В 9 часов вечера Rivoli потерял бизань-мачту, одновременно с этим на его борту взорвались три пушки, убив и ранив 90 человек, и капитан корабля, Жан-Батист Барре, принял решение сдаться. В сражении Rivoli потерял 400 человек убитыми и ранеными, потери Victorious также были тяжелыми: 26 человек погибли и еще 99 получили ранения. Weazel потерь не понес.
В ноябре 1812 года отремонтированный Victorious был отправлен сначала в Вест-Индию, а затем, с началом англо-американской войны, на восточное побережье Соединенных Штатов. В течение следующих двух лет Victorious курсировал а районе Нью-Лондона, штат Коннектикут, блокируя порты чтобы не допустить их использование американскими кораблями. Летом 1814 года корабль был отправлен на север, чтобы защищать китобоев в проливе Дейвиса в Арктике от действий американских каперов. Во время выполнения этой миссии Victorious был сильно поврежден после удара о скалы и был вынужден вернуться в Англию. Корабль был отремонтирован, но с окончанием Наполеоновских войн был отправлен в резерв.
Victorious оставался в резерве до 1826 года, после чего вновь вступил в строй в качестве принимающего корабля в Портсмуте. Он оставался в этой роли до 1861 года, когда было принято решение продать корабль на слом и он был продан в начале 1862 года.